# Откуп (филм)
„Откуп“ (на английски: Ransom) е американски криминален трилър от 1996 г. на режисьора Рон Хауърд.

## Актьорски състав
| Актьор       | Роля                  |
| ------------ | --------------------- |
| Мел Гибсън   | Том Мълън             |
| Рене Русо    | Кейт Мълън            |
| Броули Нолти | Шон Мълън             |
| Гари Синийс  | детектив Джими Шейкър |
| Делрой Линдо | агент Лони Хокинс     |
| Лили Тейлър  | Марис Конър           |
| Лийв Шрайбър | Кларк Барнс           |
| Дони Уолбърг | Кюби Барнс            |

## Награди и номинации
| Категория                                     | Номиниран(и)                                  | Резултат                          |
| Златен глобус (19 януари 1997 г.)             | Златен глобус (19 януари 1997 г.)             | Златен глобус (19 януари 1997 г.) |
| --------------------------------------------- | --------------------------------------------- | --------------------------------- |
| Най-добър актьор в драматичен филм            | Мел Гибсън                                    | номинация                         |
| Сатурн (23 юли 1997 г.)                       |                                               |                                   |
| Най-добър екшън, приключенски или трилър филм | Най-добър екшън, приключенски или трилър филм | номинация                         |